# Contraband (альбом Madcon)
Contraband — четвёртый студийный альбом норвежского хип-хоп-дуэта Madcon. Он был выпущен 17 ноября 2010 года. Достиг второго места в Norwegian Album Charts, став альбомом группы, занявшим самое высокое место в чартах. Альбому предшествовал лид-сингл, спродюсированный «Element», «Glow», который вошёл в топ-20 хитов в девяти странах.

## Синглы
- «Glow» был выпущен 30 мая 2010 года в качестве первого сингла с альбома. Он достиг первого места в Норвегии. Madcon исполнили эту песню во время антракта Большого финала конкурса песни Евровидение 2010 в Осло, Норвегия.
- «Freaky Like Me» был выпущен 20 сентября 2010 года. В нём участвует бельгийская певица Ameerah. Песня достигла первой строчки в Норвегии, став третьим синглом группы под номером один. Она также достигла сорок шестой строчки в Великобритании.
- «Outrun the Sun» был выпущен 19 ноября 2010 года. В нём участвует американская певица Maad*Moiselle. Песня достигла одиннадцатого места в Норвегии и двадцать седьмого в Германии.
- «Helluva Nite» был выпущен 7 сентября 2011 года. В нём участвует американская певица Maad*Moiselle. Несмотря на то, что Лудакрис присутствует на альбоме, Madcon решили не включать его в сингл. Для релиза в Германии вместо него была добавлена композиция певца/рэпера Itchy из немецкой группы Culcha Candela.

## Список композиций
| №   | Название                                              | Автор(ы)                                                                                      | Producer(s)                   | Длительность |
| --- | ----------------------------------------------------- | --------------------------------------------------------------------------------------------- | ----------------------------- | ------------ |
| 1.  | «Outrun the Sun» (featuring Maad*Moiselle)            | Tshawe Baqwa, Yosef Wolde-Mariam, Terence Abney, Marcella Brailsford, Jonas Jeberg            | Jonas Jeberg                  | 3:12         |
| 2.  | «Helluva Nite» (featuring Ludacris and Maad*Moiselle) | Baqwa, Wolde-Mariam, Marcus John Bryant, Nakisha Smith, Jeberg                                | Jonas Jeberg                  | 3:29         |
| 3.  | «Freaky Like Me» (featuring Ameerah)                  | Baqwa, Wolde-Mariam, Ameerah Ouiglani, TJ Oosterhuis, Arjang "Sha" Shishegar                  | TJ Oosterhuis, Sha DreamRoc'a | 3:09         |
| 4.  | «Worldshaker»                                         | Baqwa, Wolde-Mariam, Terence Abney, Marcella Brailsford, Jeberg, Ole Brodersen, Kasper Larsen | Jonas Jeberg                  | 3:23         |
| 5.  | «Be Mine»                                             | Baqwa, Wolde-Mariam, William Wiik Larsen                                                      | Nasty Kutt                    | 3:30         |
| 6.  | «Do What You Do» (featuring Ne-Yo)                    | Baqwa, Wolde-Mariam, Mikkel S. Eriksen, Tor Erik Hermansen                                    | StarGate                      | 3:52         |
| 7.  | «All I Do»                                            | Baqwa, Wolde-Mariam, Hitesh Ceon, Kim Ofstad                                                  | Element                       | 3:33         |
| 8.  | «Walk Out the Door»                                   | Baqwa, Wolde-Mariam, W. Larsen                                                                | Nasty Kutt                    | 3:23         |
| 9.  | «Share My Sky»                                        | Baqwa, Wolde-Mariam, Wayne Hector, Lucas Secon, Jeberg                                        | Jonas Jeberg                  | 3:30         |
| 10. | «One»                                                 | Baqwa, Wolde-Mariam, Terence Abney, Marcella Brailsford, Jeberg,, K. Larsen, Brodersen        | Jonas Jeberg                  | 3:34         |
| 11. | «Cliché»                                              | Hitesh Ceon, Kim Ofstad, Yosef Wolde-Mariam, Tshawe Baqwa, Orji Okoroafor                     | Element                       | 3:36         |
| 12. | «Glow»                                                | Baqwa, Wolde-Mariam, Ceon, Ofstad                                                             | Element                       | 3:49         |

| №   | Название  | Автор(ы)                 | Producer(s) | Длительность |
| --- | --------- | ------------------------ | ----------- | ------------ |
| 13. | «Beggin'» | Bob Gaudio, Peggy Farina | Element     | 3:37         |

| №   | Название        | Автор(ы)                                      | Длительность |
| --- | --------------- | --------------------------------------------- | ------------ |
| 14. | «Turn Me Loose» | Baqwa, Wolde-Mariam, Ofstad, Helgi Mar Hübner | 3:41         |
| 15. | «Electric»      | Baqwa, Wolde-Mariam, Ofstad, Hübner           | 3:51         |

## Чарты
| Чарт (2010)            | Позиция |
| ---------------------- | ------- |
| Norwegian Albums Chart | 2       |
| Polish Albums Chart    | 100     |

## Хронология выхода
| Регион    | Дата           | Формат           | Лейбл                  |
| --------- | -------------- | ---------------- | ---------------------- |
| Норвегия  | 1 ноября 2010  | Digital download | Cosmos Music Norway AS |
| Финляндия | 1 ноября 2010  | Digital download | Cosmos Music Norway AS |
| США       | 17 ноября 2010 | CD               | Cosmos Music Norway AS |
| Германия  | 3 декабря 2010 | CD               | Columbia/Sony Music    |
| Норвегия  | 3 декабря 2010 | CD               | Columbia/Sony Music    |